# Marsa
Marsa Málta egyik helyi tanácsa a Nagy Kikötő végében, Vallettától délre. Lakossága 5389 fő. Neve kikötőt jelent.

## Története
Kr. e. 489-ből föníciai kikötő maradványaira bukkantak az öböl partján. Később a rómaiak vették át a kereskedelem irányítását. A mai Marsa egyutcás faluként jött létre a Nagy Kikötőbe vezető út mentén ott, ahol a szigetről lefolyó vízfolyások elérték az öböl vizét. Az aragóniai uralom alatt Marsa különálló hűbérbirtok volt, csak Jean L'Evesque de la Cassière johannita nagymester csatolta a lovagi birtokhoz 1581-ben. A Nagy ostrom idején a törökök egyik fő táborhelye itt állt a közeli mezőn. A 17. században Gian Francesco Abela, a máltai történetírás atyja ötszobás házában múzeumot alakított ki, ez a mai Történeti Múzeum elődje. Az Alof de Wignacourt-féle vízvezetékek megépítése (1610-es évek) előtt szárazság idején Valletta lakosainak majd' öt kilométert kellett evezniük idáig, hogy vizet vigyenek a városba.
A 19. században a britek egyik központja lett Máltán: lovaglóterepet alakítottak ki, rögbi- és pólópályát építettek. Hogy a környék munkásainak megfelelő körülményeket biztosítsanak, új város építését határozták el Marsa és Paola között. Ez lett volna Albert Town, amelyet Albert hercegről, Viktória királynő férjéről neveztek el, és még címert is terveztek neki. A máltai nyelven Belt il-Ġdidnek (Új Város) nevezett településnek 1890-ben 620 lakosa volt, ám ezután elnéptelenedett. A plébániatemplom 1909 és 1912 között épült. Az 1913-as Eucharisztikus világkongresszus keretében lett önálló egyházközség.
A második világháborúban a Jezsuita-dombon légvédelmi löveg állt. A világháború után Marsa a sziget egyik kereskedelmi központjává vált. Itt áll Málta egyik erőműve is. A második plébániatemplom 1958 és 1961 között épült.
A városban ma sok külföldi is él. 1994 óta Málta egyik helyi tanácsa.
2014-ben itt rendezték meg a 2014-es Junior Eurovíziós Dalfesztivált, a Malta Hajógyárban.

## Önkormányzata
Marsát héttagú helyi tanács vezeti. A jelenlegi, hetedik tanács 2012 óta van hivatalban.
Polgármesterei:
- Francis Debono (1994-2005)
- Christopher Spiteri (Munkáspárt, 2005-2012)[3]

## Nevezetességei
- Plébániatemplom
- Római sírok
- Spencer Monument

## Kultúra
Band clubjai:
- Holy Trinity Band Club
- Marija Reġina Band Club

## Sport
Sportegyesületei:
- Boccia: Marsa Boċċi Club
- Evezés: Marsa Regatta Club: mindkét regatta (Szabadság napja: március 31 és Győzelem-nap: szeptember 8) aktuális címvédője.[4][5]
- Labdarúgás: Marsa Football Club: a harmadosztály tagja
St Michael’s Football Club

## Közlekedés
Autóval minden főútról ide jutunk. Kereskedelmi kikötője jelentős teherforgalmat bonyolít.
Autóbuszjáratai (2011. július 3 után):
- 1 (Valletta-Isla)
- 2 (Valletta-Birgu)
- 3 (Valletta-Xgħajra)
- 61 (Valletta-Żebbuġ)
- 62 (Valletta-Siġġiewi)
- 63 (Valletta-Qormi)
- 71 (Valletta-Żurrieq)
- 72 (Valletta-Qrendi)
- 81 (Valletta-Marsaxlokk)
- 82 (Valletta-Birżebbuġa)
- 91 (Valletta-Marsaskala)
- 112 (körjárat Qormi felé)
- 120 (Paola-Ħal Farruġ)
- 122 (Marsa-Valletta)
- X1 (expressz, Repülőtér-Ċirkewwa)
- X2 (expressz, Repülőtér-San Ġiljan)
- X3 (expressz, Repülőtér-Buġibba)
- X4 (expressz, Valletta-Birżebbuġa)
- N62 (éjszakai, San Ġiljan-Siġġiewi)